# ITunes
iTunes — програма-медіаплеєр, яка застосовується для завантаження, зберігання, прослуховування та впорядкування музичних та відеофайлів. Також за допомогою цієї програми здійснюються налаштування мобільних приладів Apple: iPhone, iPad, iPod. iTunes був вперше презентований компанією Apple 10 січня 2001 року на виставці MacWorld Expo. Специфіка даної програми в тому, що вона розроблена під платформу Macintosh, хоча також доступна і Windows-версія продукту.
За допомогою iTunes здійснюється підключення до iTunes Store, одного з найбільших інтернет-магазинів програмного забезпечення, музики, відеофайлів, електронних книжок тощо.

## Функції
- Навігація по мультимедійній бібліотеці, політерний пошук, подання даних у вигляді списку пісень або альбомів, сітки, Cover Flow.
- Організація медіатеки (мультимедійної бібліотеки), створення плейлистів, смарт-плейлистів, тек.
- Genius — служба iTunes Store, яка створює плейлисти і мікси з поєднаних пісень і дає рекомендації на основі пісень в медіатеці iTunes.
- Ping — музична соціальна мережа для користувачів iTunes. Дозволяє дізнатися, які виконавці і музика подобаються Вашим друзям, які концертні заходи вони хочуть відвідати. Анонсована у версії 10.
- Редагування метаданих пісень, таких як «автор», «композитор», «обкладинка» тощо.
- Запис і імпорт композицій з CD дисків.
- Відтворення музики, фільмів, подкастів, багатосмуговий еквалайзер, візуалізатор, режим міні-плеєра.
- Інтернет-радіо.
- Купівля композицій у фірмовому онлайн-магазині.
- Синхронізація з iPod, iPhone, iPad і Apple TV.
- iTunes DJ — дозволяє безперервно слухати музику з різних плейлистів.
- Загальний доступ — дозволяє відкрити доступ до фонотеки й слухати музику з інших фонотек в локальній мережі по протоколу DAAP

### Медіатека
Користувачі повинні зберігати свої фільми, музику, кліпи та інше в персональній бібліотеці iTunes, призначити яку вони можуть самостійно в налаштуваннях плеєра.

### Музика
За замовчуванням в iTunes використовується музика у форматі AAC. Саме в такому форматі йдуть всі куплені через iTunes Store пісні[джерело?]. Проте можна налаштувати і автоматичне кодування в MP3. При цьому, наприклад, пісні з компакт-дисків, можна буде зберігати у форматах MP3, AAC, Apple Lossless, AIFF, WAV. Також плеєр може підтримувати відтворення файлів у форматі Ogg Vorbis, кодек XiphQT можна встановити самостійно, скачавши з офіційного сайту фонду Xiph.Org.
До грудня 2008 року музика, куплена в iTunes Store, мала вбудований механізм захисту і не могла перекодуватись в інші формати штатними засобами. Але в грудні 2008 року Apple анонсувала стандарт iTunes Plus, в якому зняла захист від копіювання і збільшила якість пісень. На цей момент всі 6 мільйонів треків в iTunes Store переведені у формат iTunes Plus. Користувачі, які раніше купили пісні із захистом, можуть безплатно перевести їх у формат iTunes Plus.

### Фільми
9 травня 2005 була представлена версія програми iTunes 4.8, в якій була реалізована підтримка відео. Користувачі могли копіювати свої фільми і кліпи в бібліотеку iTunes.
12 жовтня 2005, коли вийшов iTunes 6, в iTunes Store з'явилися перші відео: кліпи і ТБ-шоу. Станом на 5 вересня 2007 року, в iTunes Store представлено понад 550 телепередач, понад 70 фільмів. Відео, що купується через iTunes Store, зазвичай закодовано на 540 кбіт / с в захищеному форматі MPEG-4 (H.264) і має звукову доріжку у форматі AAC 128 кбіт / с.
iTunes підтримує відео у форматах QuickTime, MP4, 3gp і інших.

### Телепередачі
Можна купувати телепередачі та серіали, дивитися їх на ПК, Mac, Apple TV, iPod, iPhone або iPad.

### Радіо
Можна слухати будь-яку із сотень онлайн-радіостанцій. Для цього потрібно стабільне інтернет-підключення на швидкості від 56 Кбіт / с (рекомендується не менше 128 кбіт / с).

### Аудіокниги
У версії 8.1.1.10 з'явилася функція перегляду аудіокниг як музики — за жанрами та виконавцям.

## iTunes Home Sharing
iTunes Home Sharing — функція доступу (з використанням технології Wi-Fi) мобільних пристроїв Apple з середовища iOS до домашньої медіатеки iTunes.

## iTunes Store
iTunes Store — найбільший онлайн-магазин з розповсюдження цифрового аудіо, відео, ігрового медіаконтенту, мобільних додатків і книг. Доступ до магазину здійснюється з інтерактивної оболонки браузера iTunes.

## Apple Music
Apple Music — відносно новий сервіс потокової музики який поєднав в собі фонотеку iTunes Store та музичний сервіс Beats Music.

## Комплект поставки
У комплект iTunes для Windows входила програма QuickTime.
Починаючи з версії 10.5 QuickTime не входить в комплект постачання.